# Afrocedus
Afrocedus es un género de coleópteros de la familia Anthribidae.

## Especies
Contiene las siguientes especies:
- Afrocedus episternalis Jordan, 1894
- Afrocedus latirostris Kolbe, 1894
- Afrocedus simplex Jordan, 1901